# Cedric Ceballos
Cedric Z. Ceballos (Maui, 2 agosto 1969) è un ex cestista e allenatore di pallacanestro statunitense, professionista nella NBA.

## Carriera
È stato selezionato dai Phoenix Suns al secondo giro del Draft NBA 1990 (48ª scelta assoluta).

## Statistiche

### College
| Anno      | Squadra          | PG | PT | MP   | TC%  | 3P%  | TL%  | RP   | AP  | PRP | SP  | PP   |
| --------- | ---------------- | -- | -- | ---- | ---- | ---- | ---- | ---- | --- | --- | --- | ---- |
| 1988-1989 | Fullerton Titans | 29 | 29 | 34,0 | 44,2 | 27,6 | 67,2 | 8,8  | 1,5 | 1,6 | 0,3 | 21,2 |
| 1989-1990 | Fullerton Titans | 29 | 28 | 36,9 | 48,5 | 32,3 | 67,0 | 12,5 | 1,7 | 1,6 | 0,5 | 23,1 |
| Carriera  | Carriera         | 58 | 57 | 35,5 | 46,3 | 30,5 | 67,1 | 10,7 | 1,6 | 1,6 | 0,4 | 22,1 |

### NBA

#### Regular Season
| Anno      | Squadra          | PG  | PT  | MP   | TC%   | 3P%  | TL%  | RP  | AP  | PRP | SP  | PP   |
| --------- | ---------------- | --- | --- | ---- | ----- | ---- | ---- | --- | --- | --- | --- | ---- |
| 1990-1991 | Phoenix Suns     | 63  | 0   | 11,6 | 48,7  | 16,7 | 66,3 | 2,4 | 0,6 | 0,3 | 0,1 | 8,2  |
| 1991-1992 | Phoenix Suns     | 64  | 4   | 11,3 | 48,2  | 16,7 | 73,6 | 2,4 | 0,8 | 0,3 | 0,2 | 7,2  |
| 1992-1993 | Phoenix Suns     | 74  | 46  | 21,7 | 57,6* | 0,0  | 72,5 | 5,5 | 1,0 | 0,7 | 0,4 | 12,8 |
| 1993-1994 | Phoenix Suns     | 53  | 43  | 30,2 | 53,5  | 0,0  | 72,4 | 6,5 | 1,7 | 1,1 | 0,4 | 19,1 |
| 1994-1995 | L.A. Lakers      | 58  | 54  | 35,0 | 50,9  | 39,7 | 71,6 | 8,0 | 1,8 | 1,0 | 0,3 | 21,7 |
| 1995-1996 | L.A. Lakers      | 78  | 71  | 33,7 | 53,0  | 27,7 | 80,4 | 6,9 | 1,5 | 1,2 | 0,3 | 21,2 |
| 1996-1997 | L.A. Lakers      | 8   | 8   | 34,9 | 41,0  | 23,8 | 86,7 | 6,6 | 1,9 | 0,6 | 0,8 | 10,8 |
| 1996-1997 | Phoenix Suns     | 42  | 32  | 27,3 | 46,4  | 25,9 | 73,7 | 6,6 | 1,2 | 0,7 | 0,4 | 15,3 |
| 1997-1998 | Phoenix Suns     | 35  | 16  | 17,9 | 50,0  | 30,0 | 71,4 | 4,3 | 1,0 | 0,6 | 0,2 | 9,5  |
| 1997-1998 | Dallas Mavericks | 12  | 9   | 30,3 | 47,8  | 30,0 | 77,0 | 6,0 | 2,1 | 0,9 | 0,7 | 16,9 |
| 1998-1999 | Dallas Mavericks | 13  | 5   | 27,1 | 42,1  | 39,3 | 69,4 | 6,5 | 0,9 | 0,5 | 0,4 | 12,5 |
| 1999-2000 | Dallas Mavericks | 69  | 25  | 29,9 | 44,6  | 32,8 | 84,3 | 6,7 | 1,3 | 0,8 | 0,3 | 16,6 |
| 2000-2001 | Detroit Pistons  | 13  | 0   | 12,8 | 39,4  | 27,5 | 80,0 | 2,0 | 0,5 | 0,5 | 0,2 | 5,8  |
| 2000-2001 | Miami Heat       | 27  | 0   | 14,6 | 46,2  | 33,3 | 87,9 | 3,0 | 0,5 | 0,4 | 0,1 | 6,9  |
| Carriera  | Carriera         | 609 | 313 | 24,2 | 50,0  | 30,9 | 75,3 | 5,3 | 1,2 | 0,7 | 0,3 | 14,3 |

#### Playoffs
| Anno     | Squadra      | PG | PT | MP   | TC%  | 3P%  | TL%  | RP  | AP  | PRP | SP  | PP   |
| -------- | ------------ | -- | -- | ---- | ---- | ---- | ---- | --- | --- | --- | --- | ---- |
| 1991     | Phoenix Suns | 3  | 0  | 8,0  | 58,3 | -    | 33,3 | 1,7 | 0,7 | 0,7 | 0,0 | 5,3  |
| 1992     | Phoenix Suns | 8  | 8  | 23,5 | 55,0 | -    | 66,7 | 6,4 | 1,5 | 0,8 | 0,8 | 13,5 |
| 1993     | Phoenix Suns | 16 | 3  | 11,6 | 57,1 | -    | 72,7 | 2,3 | 0,8 | 0,3 | 0,4 | 6,0  |
| 1994     | Phoenix Suns | 10 | 8  | 21,2 | 46,2 | 0,0  | 83,3 | 4,4 | 0,8 | 0,8 | 0,2 | 10,1 |
| 1995     | L.A. Lakers  | 10 | 10 | 34,0 | 38,1 | 36,0 | 73,7 | 6,1 | 1,8 | 1,2 | 0,7 | 14,2 |
| 1996     | L.A. Lakers  | 4  | 4  | 35,5 | 48,4 | 31,3 | 91,7 | 8,3 | 1,3 | 1,0 | 0,3 | 19,0 |
| 1997     | Phoenix Suns | 5  | 0  | 21,4 | 33,3 | 25,0 | 100  | 5,2 | 0,6 | 0,8 | 0,6 | 6,6  |
| 2001     | Miami Heat   | 3  | 0  | 5,0  | 28,6 | -    | 50,0 | 2,0 | 0,3 | 0,0 | 0,0 | 1,7  |
| Carriera | Carriera     | 59 | 33 | 20,6 | 46,6 | 32,5 | 74,3 | 4,5 | 1,1 | 0,7 | 0,4 | 9,8  |

## Palmarès
- NBA Slam Dunk Champion 1992
- NBA All-Star (1995)
- Migliore nella percentuale di tiro NBA (1993)